# Argœuves
Argœuves – miejscowość i gmina we Francji, w regionie Hauts-de-France, w departamencie Somma.
Według danych na rok 2011 gminę zamieszkiwało 528 osób, a gęstość zaludnienia wynosiła 52 osoby/km² (wśród 2293 gmin Pikardii Argœuves plasuje się na 490. miejscu pod względem liczby ludności, natomiast pod względem powierzchni na miejscu 439.).